# Ibb (stad)
Ibb is een stad in Jemen en is de hoofdplaats van het gouvernement Ibb.
Bij de volkstelling van 2004 telde Ibb 208.844 inwoners.